# لامار بتلر
لامار بتلر (بالإنجليزية: Lamar Butler)‏ مواليد 21 ديسمبر 1983 في ماريلند، هو لاعب كرة سلة أمريكي معتزل. بدأ مسيرته الاحترافية في سنة 2006. يبلغ طوله 6 قدم 2 بوصة (1.9 م). اعتزل اللعب في 2010. لعب مع نادي طوفاس الرياضي.

## روابط خارجية
- لامار بتلر على موقع كرة السلة الأوروبية.كوم (الإنجليزية)
- لامار بتلر على موقع كلية كرة السلة في سبورتس رفرنس.كوم (الإنجليزية)
- لامار بتلر على موقع ريلجم (الإنجليزية)
- لامار بتلر على موقع بروبوليرز (الإنجليزية)
- لامار بتلر على موقع سبورتس رفرنس (الإنجليزية)